# Протеро, Стивен
Стивен Протеро (англ. Stephen Prothero; 13 ноября 1960, Куперстаун, округ Отсиго, Нью-Йорк, США) — американский религиовед, историк и писатель.

## Биография
Профессор религиоведения в Бостонском университете, член Американского общества истории церкви, Религиоведческого общества и Американской академии религий. По его мнению, в государственных школах США должна быть введена обязательная программа по изучению Библии, а также обязательные курсы по мировым религиям. Что касается его собственных убеждений, Протеро относит себя к «религиозно не определившимся».

## Научные труды

### Книги
- Henry Steel Olcott and the Construction of 'Protestant Buddhism', 1990, (диссертация)[7]
- The White Buddhist: The Asian Odyssey of Henry Steel Olcott, 1996, ISBN 9780253222763[K 3]
- Asian Religions in America: A Documentary History, 1999, ISBN 9780195113389 (в соавторстве)
- Purified by Fire: A History of Cremation in America, 2001, ISBN 9780520236882
- American Jesus: How the Son of God Became a National Icon, 2004, ISBN 9781466806054
- A Nation of Religions:  The Politics of Pluralism in Multireligious America, 2006, ISBN 9780807830529
- Religious Literacy: What Every American Needs to Know—and Doesn't, 2007, ISBN 9780060846701
- Encyclopedia of American Religious History, 2009, ISBN 9781438109954 (в соавторстве)
- God Is Not One: The Eight Rival Religions That Run the World—and Why Their Differences Matter, 2010, ISBN 9780061571275
- The American Bible: How Our Words Unite, Divide, and Define a Nation, 2012, ISBN 9780062123428
- Why Liberals Win The Culture Wars, 2016, ISBN 9780062098641
- Get Lost: Why We Need to Rediscover the Spiritual Practice of Wandering, 2019, ISBN 9780062463982

на русском языке
- «Восемь религий, которые правят миром: всё об их соперничестве, сходстве и различиях», 2018, ISBN 9785699954612

### Статьи
- "On the Holy Road: The Beat Movement as Spiritual Protest", 1991
- "From Spiritualism to Theosophy: 'Uplifting' a Democratic Tradition", 1993
- "Henry Steel Olcott and Protestant Buddhism", 1995
- "Henry Steel Olcott, Anagarika Dharmapala, and the Maha Bodhi Society", 1996
- "The Unbeliever", 2007

## Комментарии
1. ↑  «Works: 52 works in 258 publications in 5 languages and 18,111 library holdings».[2]
2. ↑  «I think, I am definitely taoist on the weekends. I would say I am religiously confused, and I have friends who want to get me out of being religiously confused. They say you were seeking, you are searching. And I say, I like being religiously confused because as I have said, I think these religions are repositories of great questions and for me what intrigues is the questions and not so much the answers and I love living in the presence of these questions».[6]
3. ↑  В 1997 году отмечена Американской академией религий как «Best First Book in the History of Religions».[1]